# Longitarsus obliteratus
Espèce
Synonymes
- Teinodactyla obliterata Rosenhauer, 1847[1]

Longitarsus obliteratus est une espèce de coléoptère de la famille des Chrysomelidae.

## Description
Longitarsus obliteratus a une longueur de 1.2 à 1,8 mm, les mâles sont plus petits que les femelles.
L'espèce est de couleur verte et a des pattes et des antennes orange.
Longitarsus obliteratus a une face supérieure densément ponctuée et ridée. Le sternite anal masculin a une forme de croissant. Le dessous de l'édéage a une rainure en forme d'auge dont les bords sont parallèles sur toute la longueur. Le conduit des spermathèques est retiré vers l'arrière d'une manière caractéristique.

## Répartition
On recense Longitarsus obliteratus en Europe. On le trouve également en Asie, notamment en Asie Mineure, dans le Caucase, au Moyen-Orient, en Afghanistan et en Iran. On l'a trouvé en Algérie.

## Parasitologie
L'insecte est un parasite des plantes Clinopodium vulgare, Melissa officinalis, Nepeta nuda, Origanum vulgare, Prunella, Salvia hierosolymitana (en), Salvia judaica (en), Salvia nemorosa, Salvia pratensis, Salvia sclarea, Salvia verbenaca, Salvia verticillata, Satureja montana, Stachys recta, Thymus numidicus, Thymus pulegioides, Thymus serpyllum, Thymus vulgaris.